# Ryan Briscoe

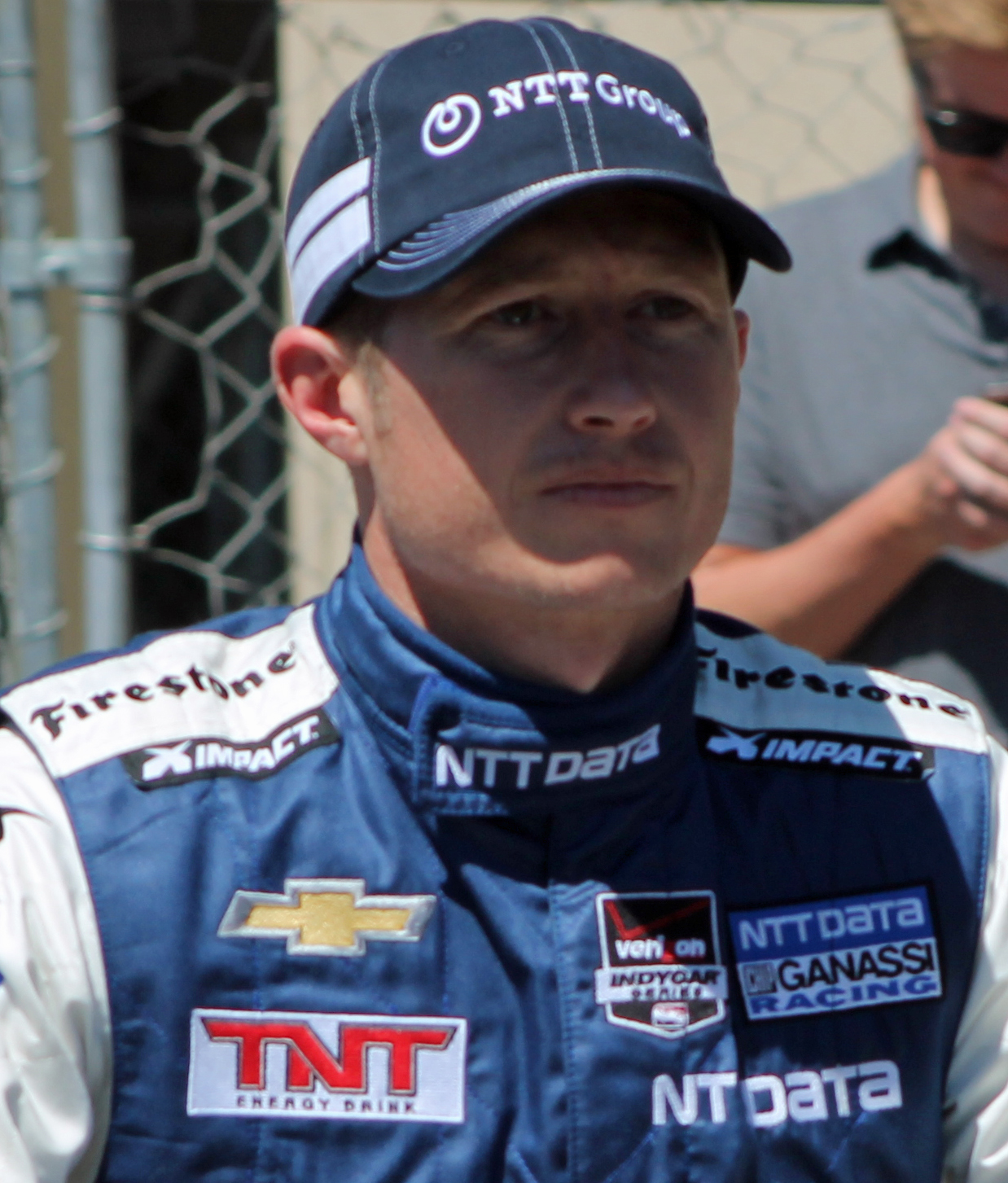
Ryan Briscoe 2014

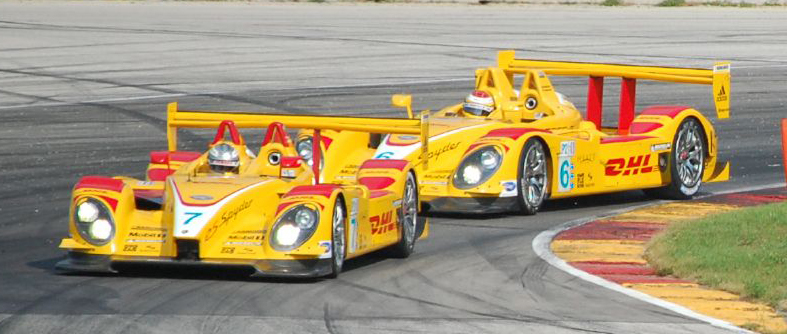
Zwei Penske Porsche RS Spyder: Romain Dumas vor seinem Teamkollegen Ryan Briscoe 2007

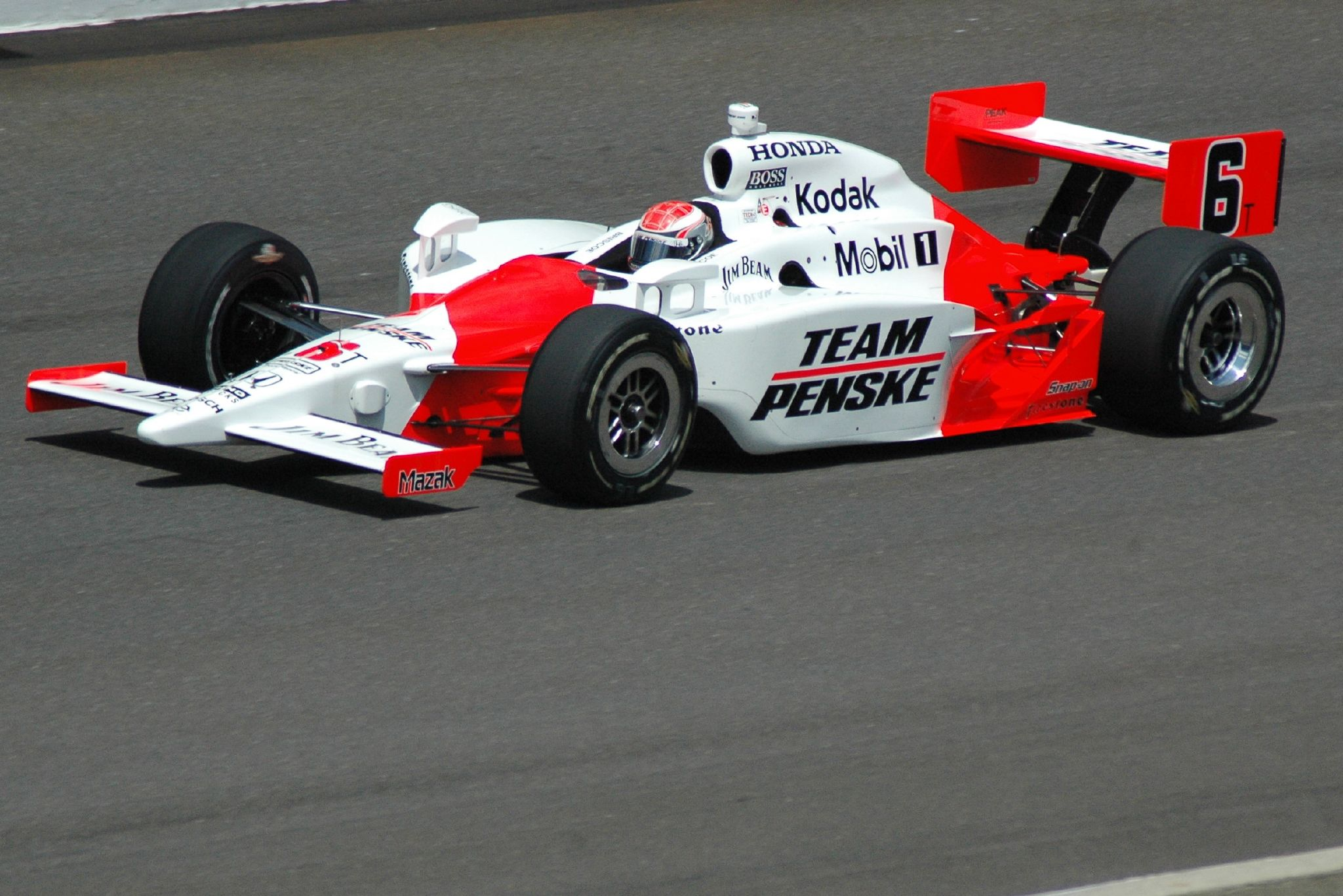
Seit 2008 fährt Briscoe in der IndyCar Series für das Team Penske

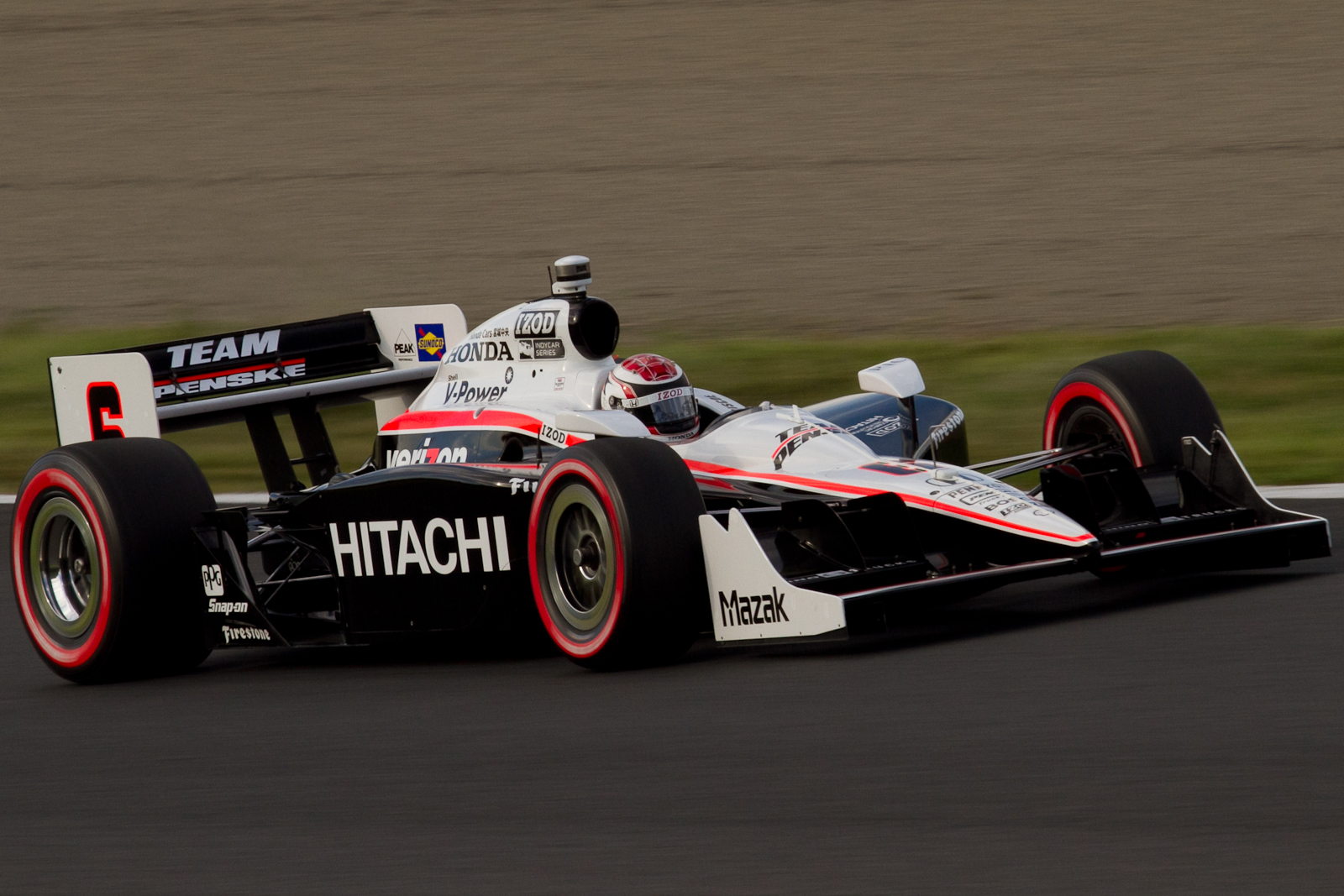
Briscoe im IndyCar-Dallara des Team Penske 2011

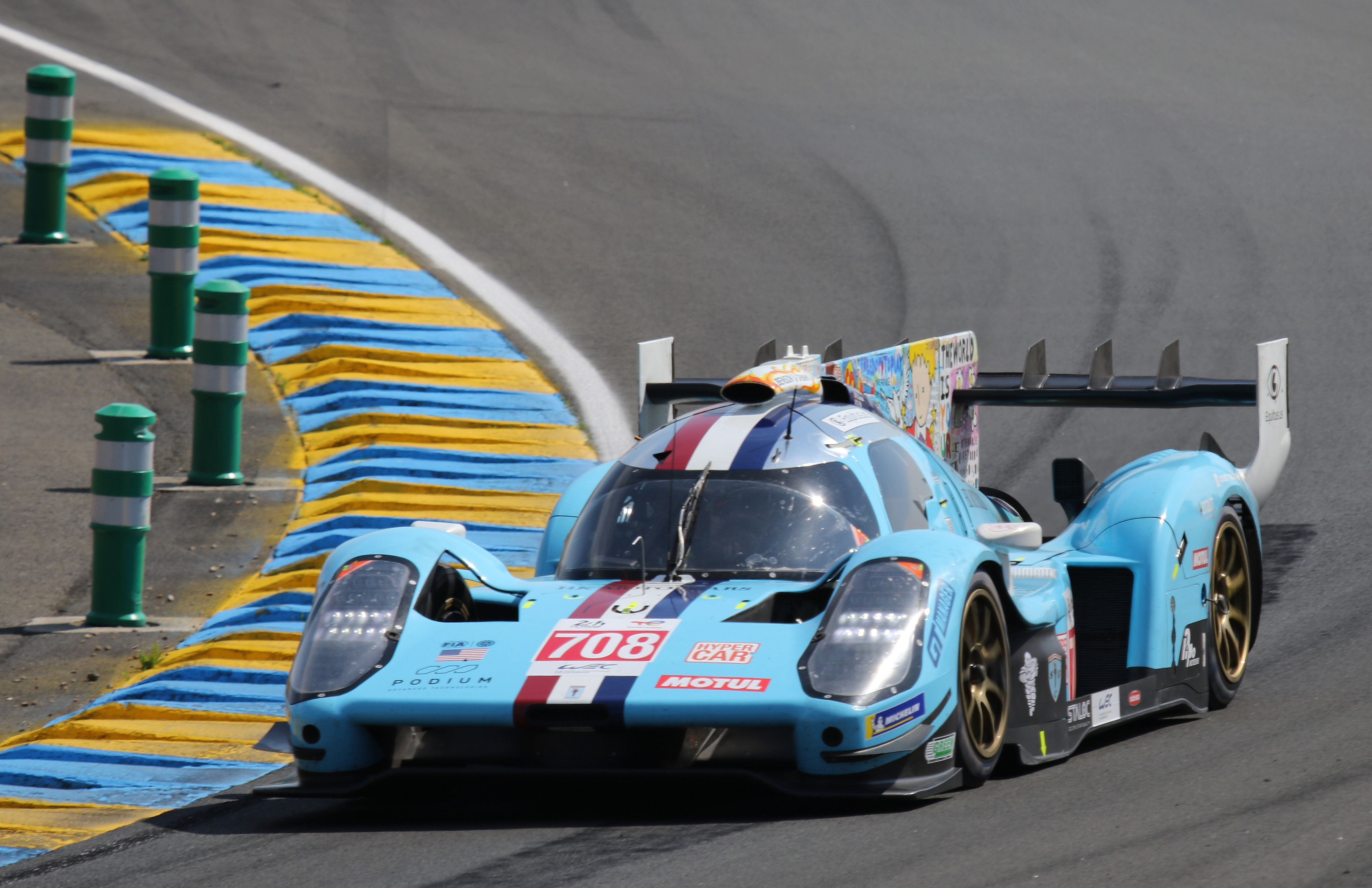
Der von Ryan Briscoe beim 24-Stunden-Rennen von Le Mans 2023 gefahrene Glickenhaus SCG 007 LMH

Ryan John Briscoe (* 24. September 1981 in Sydney) ist ein australischer Automobilrennfahrer. 2003 gewann er den Meistertitel in der Formel-3-Euroserie. Er fuhr von 2005 bis 2015 in der IndyCar Series.

## Karriere
Wie die meisten Motorsportler begann Briscoe seine Karriere im Kartsport, in dem er von 1994 bis 2000 aktiv war. Außerdem gab er für das Prema Powerteam sein Debüt im Formelsport und startete bei einem Rennen der italienischen Formel Renault. 2001 lag sein Hauptaugenmerk auf der italienischen Formel Renault, in der er sich für das Prema Powerteam startend den Meistertitel vor seinem Teamkollegen César Campaniço, sicherte. Dabei gewann er die Hälfte der Rennen. Außerdem startete er zu sechs von zehn Rennen des Formel Renault 2.0 Eurocups und wurde mit zwei Siegen Vierter in der Gesamtwertung. Darüber hinaus nahm er an einem Rennen der französischen und an zwei Rennen der deutschen Formel-3-Meisterschaft teil.
2002 entschied sich Briscoe für einen Wechsel in die internationale Formel-3000-Meisterschaft, in der er für Nordic Racing antrat. Er hatte Probleme in der neuen Rennserie mitzuhalten und wurde nach sieben Rennen durch Thed Björk ersetzt. In der Gesamtwertung wurde er 23. Anschließend kehrte er zum Prema Powerteam zurück und trat in der deutschen, französischen und italienischen Formel 3 an. Außerdem war er ein Formel-1-Testfahrer des Toyota-Teams.
2003 wechselte Briscoe mit dem Prema Powerteam in die neugegründete Formel-3-Euroserie. Er entschied insgesamt acht Rennen für sich und sicherte sich den Meistertitel vor Christian Klien. Außerdem absolvierte er Gaststarts in der britischen Formel-3-Meisterschaft und wurde Dritter beim Formel-3-Masters in Zandvoort. Im Gegensatz zu seinem ehemaligen Formel-3-Rivalen Klien erhielt Briscoe 2004 kein Renncockpit in der Formel 1 und wurde Testfahrer bei Toyota Racing. Nachdem der ursprüngliche Freitagstestfahrer Ricardo Zonta den Stammfahrer Cristiano da Matta ersetzt hatte, nahm Briscoe bei fünf Rennen die Position des Freitagstestfahrers ein und an Grand-Prix-Wochenenden teil.
2005 blieb Briscoe als einer von mehreren Testfahrern bei Toyota. Rennen bestritt er in dieser Saison in der IndyCar Series, in der er eines von drei Autos von Chip Ganassi Racing fuhr. Das beste Ergebnis in seiner ersten Saison war ein achter Platz. Überschattet wurde die Saison von einem schweren Unfall in Joliet. Sein Auto berührte das Auto von Michael Andretti, hob ab, fing beim Aufprall gegen die Begrenzungsmauer Feuer und brach in zwei Teile. Briscoe wurde mit schweren Verletzungen ins Krankenhaus geflogen. Er zog sich beidseitige Schlüsselbeinbrüche, eine Fußfraktur sowie schwere Prellungen an den Armen, Beinen und dem Rücken zu. Darüber hinaus litt er unter Atembeschwerden, da er giftige Dämpfe eingeatmet hatte. Vor seinem Unfall, der die Saison vorzeitig beendete, absolvierte er außerdem ein Rennen in der Rolex Sports Car Series. In der Gesamtwertung der IndyCar Series wurde er 19.
Sein Comeback feierte Briscoe 2006 in der A1GP-Serie. Sein bestes Resultat aus vier Rennen war ein dritter Platz. Anschließend startete er für Dreyer & Reinbold Racing zu vier Rennen in der IndyCar Series und erzielte als Dritter in Watkins Glen seine erste Podest-Platzierung in der IndyCar Series. Am Saisonende belegte er den 21. Platz in der Gesamtwertung. Außerdem startete er zu je zwei Rennen in der Champ-Car-Series, in der Rolex Sports Car Series und in der V8 Supercar-Serie. Im Winter 2006/2007 war Briscoe erneut für sein Heimatland in der A1GP aktiv und startete bei drei Rennen. Ein dritter Platz war abermals seine beste Platzierung. Anschließend nahm er für das Team Penske in einem Porsche RS Spyder an der American Le Mans Series (ALMS) teil. Mit drei Siegen wurde er Zweiter in der LMP2-Kategorie. Außerdem trat er für Luczo-Dragon Racing beim Indianapolis 500, dass er auf dem fünften Platz beendete, an. Es blieb sein einziger Start in der IndyCar Series in der Saison 2007, die er auf dem 24. Platz beendete.
2008 bestritt er zwar erneut vier Rennen in der ALMS und es gelang ihm ein Rennen davon siegreich zu beenden, sein Hauptaugenmerk lag in der Saison 2008 allerdings wieder auf der IndyCar Series, in der er als Teamkollege von Hélio Castroneves für das Team Penske antrat. Beim sechsten Rennen auf der Milwaukee Mile gewann Briscoe sein erstes Rennen in der IndyCar Series. Im Verlauf der Saison folgten zwei weitere Siege in Lexington und bei seinem Heimrennen in Surfers Paradise. Sein Sieg in Australien ging allerdings nicht in die Wertung mit ein, da das Rennen nach dem offiziellen Saisonabschluss ausgetragen wurde. Dennoch starteten alle regulären Piloten der Serie. Am Ende belegte der Rennfahrer den fünften Platz in der Meisterschaft.
2009 blieb Briscoe beim Team Penske. Wie in der Vorsaison gewann er drei Rennen und führte erstmals die Meisterschaft an. Mit acht zweiten Plätzen erzielte er die mit Abstand meisten zweiten Plätze in dieser Saison. Am Ende musste er sich nur den Ganassi-Piloten Dario Franchitti und Scott Dixon geschlagen geben. Alle drei Fahrer hatten vor dem Saisonfinale in Homestead noch realistische Meisterschaftschancen und machten in dem Rennen sowohl den Sieg als auch den Titelgewinn mehr als deutlich unter sich aus. Die anderen Fahrer hatte mindestens eine Runde Rückstand auf das Führungstrio. Das Rennen verlief zum ersten Mal in der Geschichte der IndyCar Series ohne eine Unterbrechung, sodass die Entscheidung über den Sieg nur durch benzinsparende Fahrweise von Franchitti gewonnen wurde, welcher im Gegensatz zu Briscoe und Dixon einen zusätzlichen Tankstopp wenige Runden vor Schluss vermied.
2010 bestritt Briscoe seine dritte Saison für das Team Penske, das in dieser Saison mit Will Power erstmals für die gesamte Saison einen dritten Fahrer einsetzte, in der IndyCar Series. Nachdem er auf den Rundkursen zunächst nicht über einen dritten Platz hinauskam, erzielte er auf dem Oval in Fort Worth seinen ersten Sieg in der Saison 2010. Am Saisonende wurde er hinter seinen Teamkollegen, die die Plätze zwei (Power) und vier (Castroneves) belegten, Fünfter in der Gesamtwertung. Für die Saison 2011 blieb Briscoe bei Penske. Während sein Teamkollege Power um den Gesamtsieg fuhr und schließlich Vizemeister wurde, schloss Briscoe die Saison mit einem zweiten Platz als bestes Ergebnis auf dem sechsten Platz in der Meisterschaft ab. Teamintern setzte er sich gegen Castroneves, der Elfter wurde, durch. Darüber hinaus nahm Briscoe an einem Rennen der Rolex Sports Car Series sowie an zwei Rennen der V8 Supercar Serie teil.
2012 absolvierte Briscoe eine weitere IndyCar-Saison für das Team Penske, die mit Chevrolet einen neuen Motorenpartner erhielten. Beim Indianapolis 500 erzielte er die Pole-Position und wurde im Rennen Fünfter. Beim zweiten Ovalrennen der Saison, dem Firestone 550, stand er als Dritter erstmals in der Saison auf dem Podium. Mit einem Sieg in Sonoma und einem zweiten Platz in Baltimore beendete er zwei der letzten drei Rennen auf dem Podest. In der Gesamtwertung wurde er Sechster und unterlag damit teamintern Castroneves und Power. Außerdem war er bei einem Rennen der Rolex Sports Car Series am Start.
2013 verlor Briscoe sein IndyCar-Cockpit bei Penske. Er kehrte in die ALMS zurück und erhielt ein Cockpit bei Level 5 Motorsports. Er gewann fünfmal die LMP2-Wertung und wurde Fünfter in der LMP2-Fahrerwertung. Für Level 5 Motorsport debütierte er zudem beim 24-Stunden-Rennen von Le Mans. Darüber hinaus kehrte er zum Indianapolis 500 in die laufende Saison der IndyCar Series zurück. Zunächst startete er für Chip Ganassi Racing und wurde Zwölfter beim Indianapolis 500. Anschließend verpflichtete ihn Panther Racing als einen von zwei Ersatzfahrern für den entlassenen J. R. Hildebrand. Bei Überschneidungen mit seinem Engagement in der Langstrecken-Szene trat er in dieser an. Beim ersten Lauf des Honda Indy Toronto zog sich Briscoe einen Bruch des rechten Handgelenks zu. Infolgedessen fiel er einen Monat komplett aus. Briscoe absolvierte sechs Rennen für Panther. Außerdem nahm Briscoe 2013 an vier Rennen der V8 Supercars teil. Dabei stand er als Dritter einmal auf dem Podium.
2014 kehrte Briscoe wieder in ein IndyCar-Vollzeit-Cockpit zurück. Er erhielt einen Vertrag bei Chip Ganassi Racing, dem Rennstall, für den er seine erste IndyCar-Saison absolviert hatte. Während zwei seiner Teamkollegen, Dixon und Tony Kanaan, Rennen gewannen, war ein vierter Platz Briscoes bestes Ergebnis. Er schloss die Saison auf dem elften Rang ab. Darüber hinaus nahm Briscoe 2014 für Corvette Racing an drei Rennen der neugegründeten United SportsCar Championship (USCC) teil. 2015 verlor Briscoe sein Vollzeitcockpit in der IndyCar Series. Nachdem sich James Hinchcliffe im Training zum Indianapolis 500 schwer verletzt hatte, übernahm Briscoe das Cockpit bei Schmidt Peterson Motorsports für das Rennen. Im Anschluss daran teilte sich Briscoe das Cockpit zusammen mit Conor Daly für die restliche Saison. Ein fünfter Platz war dabei sein bestes Resultat. Er beendete die Saison auf dem 18. Gesamtrang. Außerdem startet Briscoe für Corvette Racing zu einigen Rennen der United SportsCar Championship 2015.

## Statistik

### Karrierestationen
| - 1994–2000: Kartsport - 2000: Italienische Formel Renault (Platz 17) - 2001: Italienische Formel Renault (Meister) - 2001: Formel Renault 2.0 Eurocup (Platz 4) - 2001: Deutsche Formel 3 - 2001: Französische Formel 3 - 2002: Formel 3000 (Platz 23) - 2002: Deutsche Formel 3 (Platz 13) - 2002: Französische Formel 3 - 2002: Italienische Formel 3 - 2002: Formel 1 (Testfahrer) - 2003: Formel-3-Euroserie (Meister) - 2003: Britische Formel 3 - 2004: Formel 1 (Testfahrer) - 2005: IndyCar Series (Platz 19) | - 2005: Rolex Sports Car Series, DP (Platz 68) - 2005: Formel 1 (Testfahrer) - 2006: A1GP - 2006: IndyCar Series (Platz 21) - 2006: Champ Car (Platz 21) - 2006: Rolex Sports Car Series, DP (Platz 61) - 2006: V8 Supercar Championship Series (Platz 58) - 2007: A1GP - 2007: ALMS, LMP2 (Platz 2) - 2007: IndyCar Series (Platz 24) - 2008: IndyCar Series (Platz 5) - 2008: ALMS, LMP2 (Platz 10) - 2008: Rolex Sports Car Series, DP (Platz 46) - 2009: IndyCar Series (Platz 3) - 2009: Rolex Sports Car Series, DP (Platz 41) | - 2010: IndyCar Series (Platz 5) - 2011: IndyCar Series (Platz 6) - 2011: Rolex Sports Car Series, DP (Platz 27) - 2011: V8 Supercar Championship Series (Platz 72) - 2012: IndyCar Series (Platz 6) - 2012: Rolex Sports Car Series, DP - 2013: ALMS, LMP2 (Platz 5) - 2013: IndyCar Series (Platz 26) - 2013: V8 Supercar Championship (Platz 36) - 2014: IndyCar Series (Platz 11) - 2014: USCC, GTLM (Platz 26) - 2015: IndyCar Series (Platz 18) - 2015: USCC, GTLM |

### Einzelergebnisse in der IndyCar Series
| Jahr | Team                         | 1   | 2   | 3   | 4    | 5    | 6    | 7   | 8   | 9   | 10  | 11  | 12  | 13  | 14  | 15  | 16  | 17  | 18  | 19  | Punkte | Rang |
| ---- | ---------------------------- | --- | --- | --- | ---- | ---- | ---- | --- | --- | --- | --- | --- | --- | --- | --- | --- | --- | --- | --- | --- | ------ | ---- |
| 2005 | Target Chip Ganassi Racing   | HMS | PHX | STP | MOT  | INDY | TXS  | RIR | KAN | NSH | MIL | MIS | KTY | PPI | SNM | CHI | WGL | FON |     |     | 232    | 19.  |
| 2005 | Target Chip Ganassi Racing   | 20  | 19  | 14  | 12   | 10   | 12   | 21  | 21  | 8   | 22  | 10  | 13  | 20  | 19  | 22  | INJ | INJ |     |     | 232    | 19.  |
| 2006 | Dreyer & Reinbold Racing     | HMS | STP | MOT | INDY | WGL  | TXS  | RIR | KAN | NSH | MIL | MIS | KTY | SNM | CHI |     |     |     |     |     | 83     | 21.  |
| 2006 | Dreyer & Reinbold Racing     |     |     |     |      | 3    |      |     |     | 9   | 18  |     |     | 16  |     |     |     |     |     |     | 83     | 21.  |
| 2007 | Luczo-Dragon Racing          | HMS | STP | MOT | KAN  | INDY | MIL  | TXS | IOW | RIR | WGL | NSH | MDO | MIS | KTY | SNM | DET | CHI |     |     | 30     | 24.  |
| 2007 | Luczo-Dragon Racing          |     |     | 5   |      |      |      |     |     |     |     |     |     |     |     |     |     |     |     |     | 30     | 24.  |
| 2008 | Team Penske                  | HMS | STP | MOT | LBH  | KAN  | INDY | MIL | TXS | IOW | RIR | WGL | NSH | MDO | EDM | KTY | SNM | DET | CHI | SRF | 447    | 5.   |
| 2008 | Team Penske                  | 19  | 23  | 9   |      | 7    | 23   | 1   | 3   | 7   | 15  | 12* | 23  | 1*  | 6   | 7   | 2   | 9   | 3   | 1*  | 447    | 5.   |
| 2009 | Team Penske                  | STP | LBH | KAN | INDY | MIL  | TXS  | IOW | RIR | WGL | TOR | EDM | KTY | MDO | SNM | CHI | MOT | HMS |     |     | 604    | 3.   |
| 2009 | Team Penske                  | 1   | 13  | 4   | 15   | 2*   | 2*   | 2*  | 19  | 2   | 2   | 4   | 1   | 2   | 2   | 1*  | 18  | 2*  |     |     | 604    | 3.   |
| 2010 | Team Penske                  | SAO | STP | ALA | LBH  | KAN  | INDY | TXS | IOW | WGL | TOR | EDM | MDO | SNM | CHI | KTY | MOT | HMS |     |     | 482    | 5.   |
| 2010 | Team Penske                  | 14  | 3   | 6   | 8    | 6    | 244  | 1*  | 4   | 2   | 18  | 4   | 6   | 4   | 11* | 24  | 4   | 4   |     |     | 482    | 5.   |
| 2011 | Team Penske                  | STP | ALA | LBH | SAO  | INDY | TXS  | TXS | MIL | IOW | TOR | EDM | MDO | NHA | SNM | BAL | MOT | KTY | LSV |     | 364    | 6.   |
| 2011 | Team Penske                  | 18  | 21  | *2* | 3    | 27   | 6    | 3   | 11  | 6   | 7   | 10  | 16  | 8   | 3   | 14  | 20  | 8   | C   |     | 364    | 6.   |
| 2012 | Team Penske                  | STP | ALA | LBH | SAO  | INDY | DET  | TXS | MIL | IOW | TOR | EDM | MDO | SNM | BAL | FON |     |     |     |     | 370    | 6.   |
| 2012 | Team Penske                  | 5   | 14  | 7   | 25   | 51   | 16   | 3   | 14  | 18  | 19  | 8   | 7   | 1   | 2   | 17  |     |     |     |     | 370    | 6.   |
| 2013 | Chip Ganassi Racing          | STP | ALA | LBH | SAO  | INDY | DET  | DET | TXS | MIL | IOW | POC | TOR | TOR | MDO | SNM | BAL | HOU | HOU | FON | 100    | 26.  |
| 2013 | Chip Ganassi Racing          |     |     |     |      | 1223 |      |     |     |     |     |     |     |     | INJ |     |     |     |     |     | 100    | 26.  |
| 2013 | Panther Racing               |     | 21  | 13  | 15   | 14   | 22   | WD  | 17  |     |     |     |     |     | INJ |     |     |     |     |     | 100    | 26.  |
| 2014 | NTT Data Chip Ganassi Racing | STP | LBH | ALA | IMS  | INDY | DET  | DET | TXS | HOU | HOU | POC | IOW | TOR | TOR | MDO | MIL | SNM | FON |     | 461    | 11.  |
| 2014 | NTT Data Chip Ganassi Racing | 10  | 17  | 11  | 6    | 1817 | 15°  | 10  | 9   | 12  | 8   | 4   | 9   | 12  | 11  | 8   | 6   | 17  | 7   |     | 461    | 11.  |
| 2015 | Schmidt Peterson Motorsports | STP | NOL | LBH | ALA  | IMS  | INDY | DET | DET | TXS | TOR | FON | MIL | IOW | MDO | POC | SNM |     |     |     | 205    | 18.  |
| 2015 | Schmidt Peterson Motorsports |     |     |     |      |      | 12   |     |     | 8   |     | 16° | 21  | 8   | 18  | 8°  | 5   |     |     |     | 205    | 18.  |

| Legende \| Farbe \| Bedeutung \| \| ---------- \| -------------------------------------------------- \| \| Gold \| Sieger \| \| Silber \| 2. Platz \| \| Bronze \| 3. Platz \| \| Grün \| 4. und 5. Platz \| \| Hellblau \| 6. bis 10. Platz \| \| Dunkelblau \| Rennen beendet (außerhalb der ersten zehn Piloten) \| \| Violett \| Rennen nicht beendet \| \| Rot \| nicht qualifiziert (DNQ) \| \| Schwarz \| disqualifiziert (DSQ) \| \| Weiß \| nicht am Start (DNS) \| \| Weiß \| zurückgezogen (WD) \| \| Weiß \| Rennen abgesagt (C) \| \| Blanko \| nicht teilgenommen \| \| Blanko \| nicht erschienen (DNA) \| \| Blanko \| verletzt oder krank (INJ) \| \| Blanko \| ausgeschlossen (EX) \| | Anmerkungen 1. 2. 3.                               |
| Farbe | Bedeutung                                          |
| Gold | Sieger                                             |
| Silber | 2. Platz                                           |
| Bronze | 3. Platz                                           |
| Grün | 4. und 5. Platz                                    |
| Hellblau | 6. bis 10. Platz                                   |
| Dunkelblau | Rennen beendet (außerhalb der ersten zehn Piloten) |
| Violett | Rennen nicht beendet                               |
| Rot | nicht qualifiziert (DNQ)                           |
| Schwarz | disqualifiziert (DSQ)                              |
| Weiß | nicht am Start (DNS)                               |
| Weiß | zurückgezogen (WD)                                 |
| Weiß | Rennen abgesagt (C)                                |
| Blanko | nicht teilgenommen                                 |
| Blanko | nicht erschienen (DNA)                             |
| Blanko | verletzt oder krank (INJ)                          |
| Blanko | ausgeschlossen (EX)                                |

### Le-Mans-Ergebnisse
| Jahr | Team                         | Fahrzeug                | Teamkollege       | Teamkollege       | Platzierung     | Ausfallgrund |
| ---- | ---------------------------- | ----------------------- | ----------------- | ----------------- | --------------- | ------------ |
| 2013 | Level 5 Motorsports          | HPD ARX-03b             | Scott Tucker      | Marino Franchitti | nicht klassiert |              |
| 2016 | Ford Chip Ganassi Team USA   | Ford GT                 | Richard Westbrook | Scott Dixon       | Rang 20         |              |
| 2017 | Ford Chip Ganassi Team USA   | Ford GT                 | Richard Westbrook | Scott Dixon       | Rang 23         |              |
| 2018 | Ford Chip Ganassi Racing     | Ford GT                 | Richard Westbrook | Scott Dixon       | Rang 39         |              |
| 2019 | Ford Chip Ganassi Racing USA | Ford GT                 | Richard Westbrook | Scott Dixon       | Rang 24         |              |
| 2021 | Glickenhaus Racing           | Glickenhaus SCG 007 LMH | Richard Westbrook | Romain Dumas      | Rang 5          |              |
| 2022 | Glickenhaus Racing           | Glickenhaus SCG 007 LMH | Richard Westbrook | Franck Mailleux   | Rang 3          |              |
| 2023 | Glickenhaus Racing           | Glickenhaus SCG 007 LMH | Olivier Pla       | Romain Dumas      | Rang 6          |              |

### Sebring-Ergebnisse
| Jahr | Team                     | Fahrzeug                | Teamkollege          | Teamkollege       | Platzierung             | Ausfallgrund    |
| ---- | ------------------------ | ----------------------- | -------------------- | ----------------- | ----------------------- | --------------- |
| 2007 | Penske Racing            | Porsche RS Spyder       | Emmanuel Collard     | Sascha Maassen    | Rang 21                 |                 |
| 2008 | Penske Racing            | Porsche RS Spyder       | Patrick Long         | Sascha Maassen    | Ausfall                 | Motor überhitzt |
| 2013 | Level 5 Motorsports      | HPD ARX-03b             | Scott Tucker         | Marino Franchitti | Rang 6 und Klassensieg  |                 |
| 2014 | Corvette Racing          | Chevrolet Corvette C7.R | Jan Magnussen        | Antonio García    | Rang 19                 |                 |
| 2015 | Corvette Racing          | Chevrolet Corvette C7.R | Jan Magnussen        | Antonio García    | Rang 10 und Klassensieg |                 |
| 2016 | Ford Chip Ganassi Racing | Ford GT                 | Richard Westbrook    | Scott Dixon       | Rang 14                 |                 |
| 2017 | Ford Chip Ganassi Racing | Ford GT                 | Richard Westbrook    | Scott Dixon       | Rang 10                 |                 |
| 2018 | Ford Chip Ganassi Racing | Ford GT                 | Richard Westbrook    | Scott Dixon       | Rang 13                 |                 |
| 2019 | Ford Chip Ganassi Racing | Ford GT                 | Richard Westbrook    | Scott Dixon       | Rang 15                 |                 |
| 2020 | Wayne Taylor Racing      | Cadillac DPi V.R        | Renger van der Zande | Scott Dixon       | Rang 7                  |                 |

### Einzelergebnisse in der FIA-Langstrecken-Weltmeisterschaft
| Saison  | Team                           | Rennwagen                                  | 1   | 2   | 3   | 4   | 5   | 6   | 7   | 8   | 9   |
| ------- | ------------------------------ | ------------------------------------------ | --- | --- | --- | --- | --- | --- | --- | --- | --- |
| 2013    | Level 5 Motorsports            | HPD ARX-03b                                | SIL | SPA | LEM | SAO | AUS | FUJ | SHA | BAH |     |
| 2013    | Level 5 Motorsports            | HPD ARX-03b                                | DNF |     |     |     |     |     |     |     |     |
| 2016    | Ford Ganassi                   | Ford GT                                    | SIL | SPA | LEM | NÜR | MEX | AUS | FUJ | SHA | BAH |
| 2016    | Ford Ganassi                   | Ford GT                                    | 20  |     |     |     |     |     |     |     |     |
| 2017    | Ford Ganassi                   | Ford GT                                    | SIL | SPA | LEM | NÜR | MEX | AUS | FUJ | SHA | BAH |
| 2017    | Ford Ganassi                   | Ford GT                                    | 23  |     |     |     |     |     |     |     |     |
| 2018/19 | Ford Ganassi                   | Ford GT                                    | SPA | LEM | SIL | FUJ | SHA | SEB | SPA | LEM |     |
| 2018/19 | Ford Ganassi                   | Ford GT                                    |     | 39  |     |     |     |     |     | 24  |     |
| 2021    | Glickenhaus Racing             | Glickenhaus 007 LMH                        | SPA | POR | MON | LEM | BAH | BAH |     |     |     |
| 2021    | Glickenhaus Racing             | Glickenhaus 007 LMH                        |     | 30  |     | 5   |     |     |     |     |     |
| 2022    | Glickenhaus Racing             | Glickenhaus 007 LMH                        | SEB | SPA | LEM | MON | FUJ | BAH |     |     |     |
| 2022    | Glickenhaus Racing             | Glickenhaus 007 LMH                        | 3   |     | 3   |     |     |     |     |     |     |
| 2023    | Glickenhaus Racing Team Kolles | Glickenhaus 007 LMH Vanwall Vandervell 680 | SEB | POR | SPA | LEM | MON | FUJ | BAH |     |     |
| 2023    | Glickenhaus Racing Team Kolles | Glickenhaus 007 LMH Vanwall Vandervell 680 | DNF | 8   |     | 6   |     |     | 33  |     |     |